# 鹿久居島

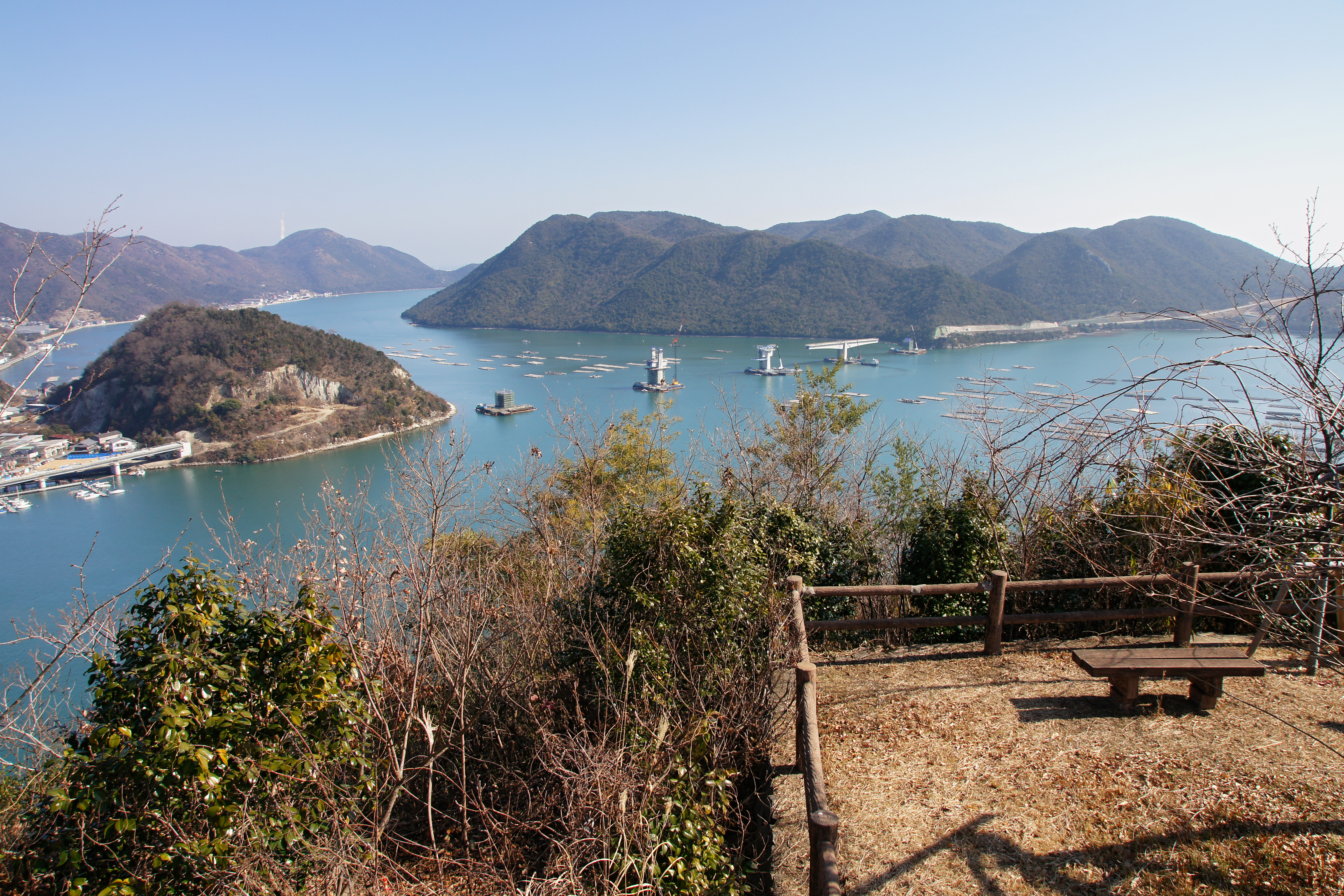
鹿久居島の東部（右上）

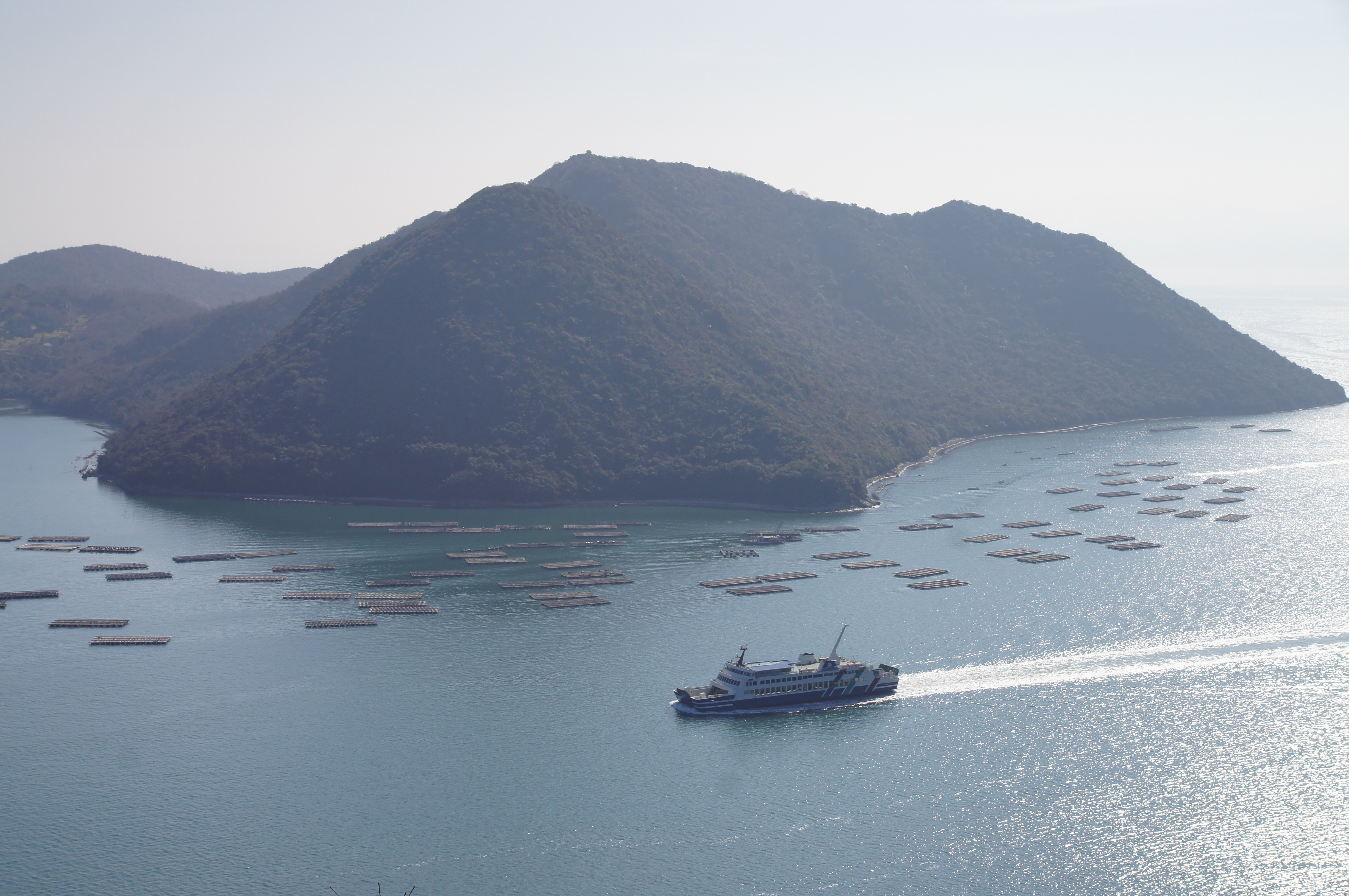
鹿久居島の西部（日生港・みなとの見える丘公園から望む）

鹿久居島（かくいじま）は、日本の瀬戸内海にある有人島のひとつで、岡山県備前市に属する日生諸島の島である。島の全域が瀬戸内海国立公園に指定されている。

## 概要
本土と「うちわだの瀬戸」を挟んで向き合う。日生諸島のみならず岡山県内でも最大の島で、地形は山がち。島内には鹿が多い（＝久しく居る）ことから鹿久居と名付けられた。無人島の期間が長かったが1946年（昭和21年）から入植が進められ、2015年（平成27年）の人口は9人。野生のシカが鹿久居島から橋を渡る姿(頭島へ)がしばしば目撃されている。島南西部の湾を現寺湾、その北側の湾を米子湾、島中南部の湾を千軒湾と言う。

## 歴史
昔は漁民が島の南側に居住して鹿久居千軒とも言われたが、やがて無人島になった。1455年（康正元年）には山名宗全に敗れた赤松則尚や有馬小次郎が備前国に落ち、赤松則尚は「カクイ島」で自害したという。江戸時代に入ると、岡山藩主の池田氏によって1646年（正保3年）、1678年（延宝6年）、1679年（延宝7年）と1680年（延宝8年）に鹿狩が行われた。
1679年（延宝7年）からは鴻島、梔島（現・前島）とともに岡山藩の馬牧場となり、島を開墾して飼料が育てられた。しかし、1691年（元禄4年）に5頭が産まれたのが最高で1698年（元禄11年）には牧場は廃止され、島は藩の流刑地となって西南岸の現寺湾の奥に流人小屋が設けられた。1706年（宝永3年）から1709年（宝永6年）まで約160人前後の流人がいて、身分を10段階に分けられて開墾や薪集めなどを行なっていた。しかし1710年（宝永7年）の時点で5～6反しか開墾できず、費用の問題などからこの年で同島への流刑は取り止めになった。
その後は無人島として狩や林産の場となったが、1770年（明和7年）に禁猟になり藩の御林とされた。1820年（文政3年）には寒河村に番所が設けられて山廻り役人が来た。1858年（安政5年）の記録では、榊、松、肥草や落葉敷枝などが採集され、日生・寒河村から約600匁の運上銀が治められた。
1946年（昭和21年）に42世帯が入植して開拓が再開し、翌年にも16世帯が移住した。様々な作物の栽培が試みられたが、土地がやせていることやシカによる食害を受け成功したのはミカン栽培だけであったという。現在においてもミカン栽培が行われている。また島の周辺は近世初頭から好漁場となっており、かつては漁業争論も起きた。1993年（平成5年）には弥生時代の高床建物などを復元した観光施設が建設され、貫頭衣の着用や赤米を含む食事が可能となっている。
開拓当初は60世帯弱の移住があったことで、1952年（昭和27年）に日生町立日生小学校鹿久居分校が設置されたが、人口は減少の一途をたどり、1983年（昭和58年）には閉校となった。
1969年（昭和44年）、中国電力が、鹿久居島の南東部に原子力発電所を建設する計画を発表。1970年（昭和45年）、中国電力から当時の日生町長と町議会議長に現地調査の協力要請があった。中国電力は、関西電力と輪番投資する形で建設する構想を提案。日生町と隣接の兵庫県赤穂市では、漁協や市民団体を中心とした建設反対運動が起きた。1972年（昭和47年）、瀬戸内海国立公園を所管する当時の環境庁長官が「鹿久居島原発は不許可にしたい」旨を表明。岡山県議会は原発反対の陳情書を採択したうえで、｢瀬戸内海の原発は特別の配慮を払われたい｣とする意見書を政府に提出。日生町議会は｢原子力発電所建設に関する決議案｣を採択し、特別委員会を解散。原発の調査研究は中止となった。
大生汽船が日生港からの定期船を運航していたが、人口が少ないことから鹿久居島への寄港便は少なく、寄港便でさえ乗船時に鹿久居島で下船することを伝えないと通過していた。港も粗末な桟橋があるだけのものであった。
2004年（平成16年）に頭島との間に頭島大橋が完成し、さらに同年には本土と鹿久居島を結ぶ橋の建設が国の事業に採択され、備前♡日生大橋として2015年（平成27年）に開通。これにより橋を介して本土と陸続きとなった。この影響もあり、年間の来島者は8,200人を記録している。

## 島内

### 自然
アオサギの集団繁殖地であり、1953年（昭和28年）10月1日に国指定鹿久居島鳥獣保護区（集団繁殖地）に指定されている（面積 662 ha）。

### 旧跡
鹿久居千軒遺跡
中世に栄えた港の遺跡といわれている。出土遺物の状況から縄文時代後期は移動しながら狩猟、漁労する小集団がいたことがわかる。弥生時代はほとんど変化がなく、古墳時代になって人が定住し、土器から製塩をおこなっていたとされる。鎌倉時代には備前焼などの出土量が増え港の集落が完成された。
御前岩
鹿狩りの際、岡山藩主池田光政がここに腰を下ろし、獲物が運び込まれるの待っていたところとされる。当時の人達は、この岩を御前岩と呼び、畏れ多いものとして岩の上に登る者はいなかったといわれている。島内の東方で南北の距離が最も短くなったところに位置する。

### 施設
- ペンションみかんの郷[12]
- 鹿久居中央園地
- 古代体験の郷「まほろば」[13]

## 交通

### 備前♡日生大橋
備前♡日生大橋（びぜん♡ひなせおおはし）は、本土と鹿久居島を結ぶ道路橋である。備前市役所まち整備課によると絵文字の♡（ハートマーク）については特に読み方を決めておらず、自由に読んで結構とのこと。

#### 概要
2006年（平成18年）に仮称「日生大橋」として事業着手し、2010年（平成22年）3月に着工。橋の名称は2013年（平成25年）8月から10月にかけて公募し、決定。2014年（平成26年）10月2日には橋の連結式が行われ、2015年（平成27年）4月16日に開通。区分された歩道はなく、橋の上は駐停車禁止である。また、橋の中ほどの両側に待避所がある。
橋梁データ
- 橋梁延長 : 765 m （エクストラドーズド形式を含む6径間連続箱桁橋） [7]
- 有効幅員 : 6.5 m [7]

### 頭島大橋

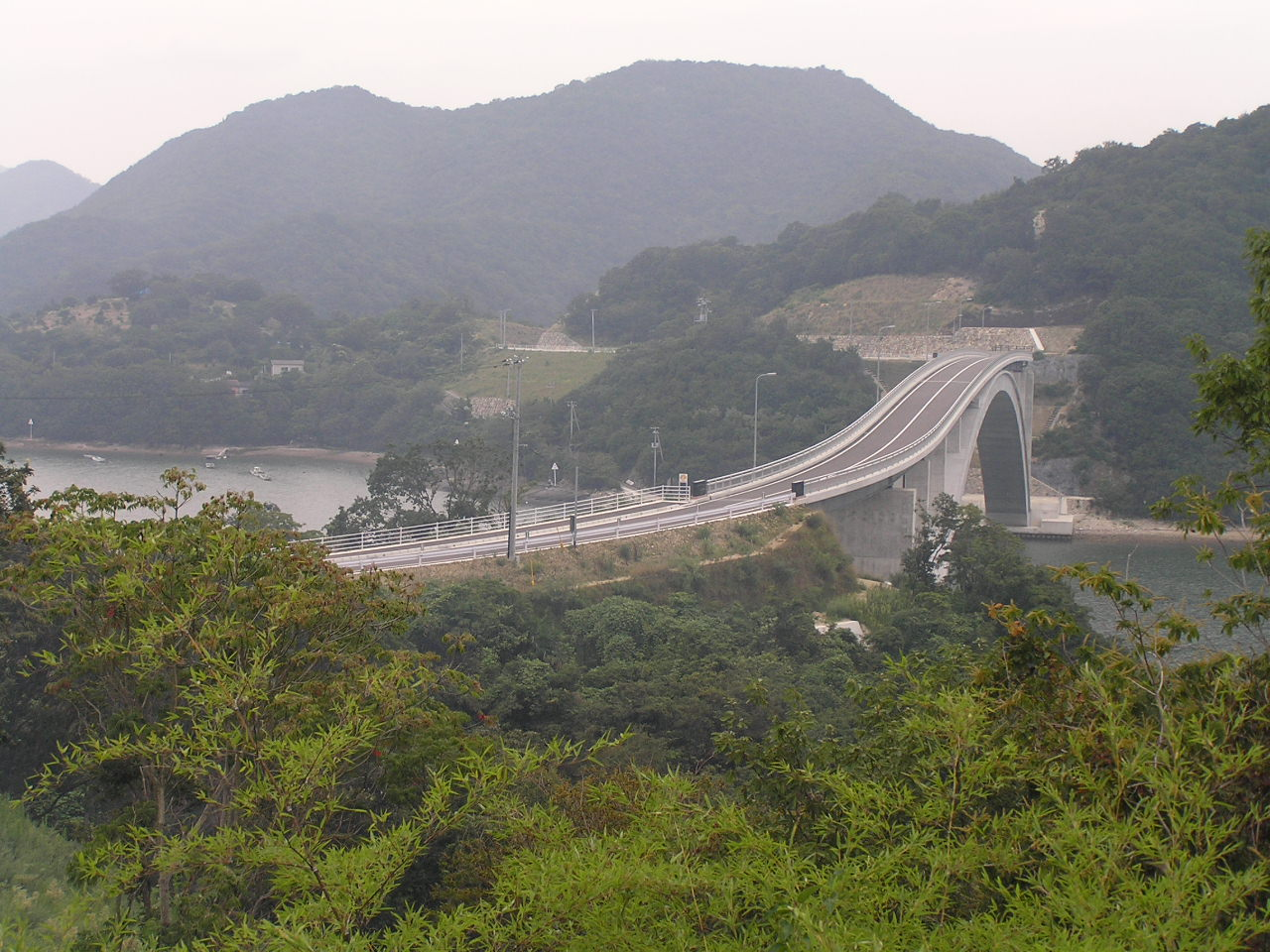
2004年（平成16年）11月22日に開通した頭島大橋（写真は開通翌年の2005年8月）。